# NGC 4138

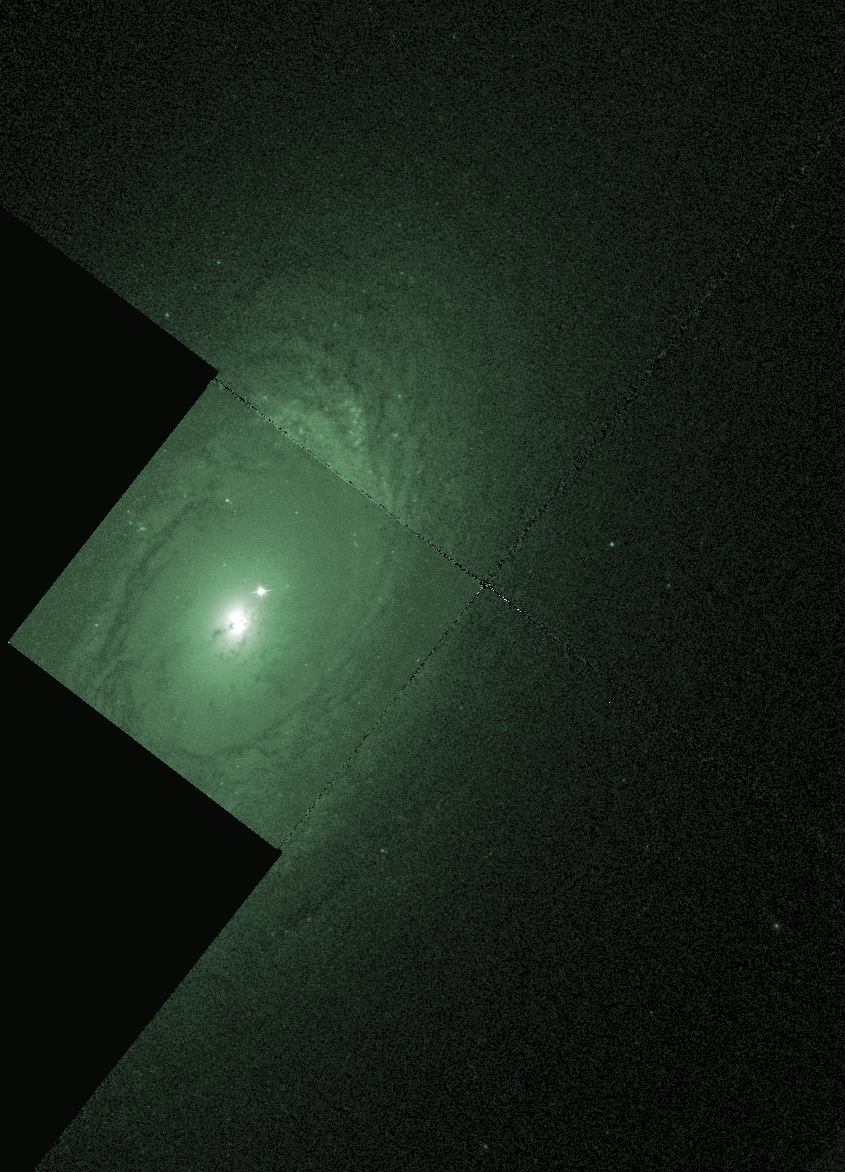
Hình ảnh NGC 4138 chụp bằng kính viễn vọng không gian Hubble

NGC 4138 là tên của một thiên hà hình hạt đậu nằm ở phía bắc chòm sao Lạp Khuyển. Khoảng cách của nó với Trái Đất của chúng ta là khoảng xấp xỉ 52 triệu năm ánh sáng. Kích thước biểu kiến của nó là 2,1' x 1,3' và có độ sáng biểu kiến là 11,3. Phân loại hình thái học của thiên hà NGC 4138 là SA0+(r), nghĩa là nó không có cấu trúc thanh chắn, có một cấu trúc đai quanh hạt nhân thiên hà và các nhánh xoắn ốc của nó xoắn chặt. Nó không có bất kì một thiên hà lân cận nào.
Nó là một thiên hà Seyfert với một nhân thiên hà hoạt động, vùng trung tâm của nó có sự phát ra sóng vô tuyến. Các nhà nghiên cứu đã thấy có hai nguồn phát ra sóng này, một nguồn thì sáng hơn, cho giá trị của nó là 1,0 mili Jansky, nguồn còn lại thì mờ hơn với giá trị là 0,75 mili Jansky. Giả thuyết các tia này đến từ những luồng vật chất mạnh mẽ bị lỗ đen trung tâm đẩy ra.
Các nghiên cứu cho thấy rằng thiên hà này có một đĩa quay ngược. Khoảng 20 phần trăm các ngôi sao của thiên hà này nằm trong cái đĩa xoay ngược đó, nghĩa là chúng đang quay theo hướng ngược lại với 80 phần trăm các ngôi sao của thiên hà NGC 4138. Các chất khí trung tính và các chất khí bị ion hóa trong thiên hà này thì đang quay cùng chiều với cái đĩa quay ngược đó. Tuổi của các ngôi sao nằm trong cái đĩa đó thì nhìn chung trẻ hơn những ngôi sao khác nhiều. Cái đĩa này có lẽ là hình thành từ sự hợp thành với một thiên hà lùn nhiều chất khí khoảng 4 tỉ tỉ năm về trước. Các ước tính cho thấy rằng chiều quay ngược của cái đĩa này đang triệt tiêu toàn bộ đặc điểm của các nhánh xoắn ốc trong thiên hà. Cấu trúc đai hình thành sao có khả năng là do sự va chạm giữa các đám mây khí va vào nhau khi chúng quay ngược chiều nhau.

## Dữ liệu hiện tại
Theo như quan sát, đây là thiên hà nằm trong chòm sao Lạp Khuyển và dưới đây là một số dữ liệu khác:
Xích kinh 12h 09m 29.788s
Độ nghiêng +43° 41′ 07.14″
Giá trị dịch chuyển đỏ 0.002962
Vận tốc xuyên tâm 872 km/s
Cấp sao biểu kiến 11.32
Kích thước biểu kiến 2.087′ × 1.252′
Loại thiên hà SA0+(r)

## Bộ sưu tập

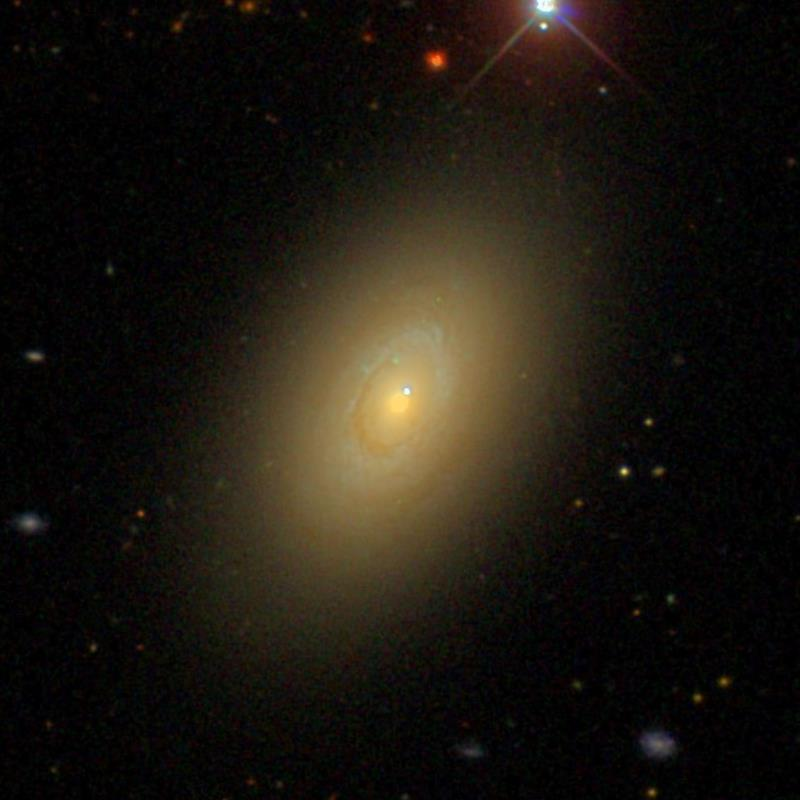
NGC 4138  (SDSS DR14)
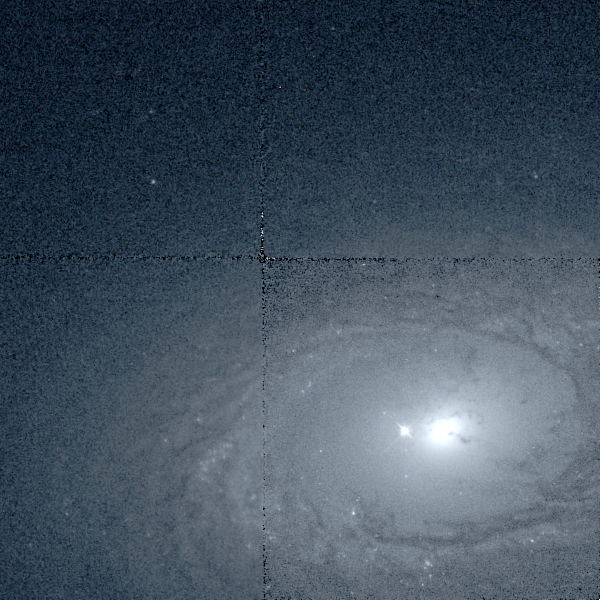
NGC 4138  (HST)